# Isola di Formosa

Localizzazione dell'isola

Formósa (AFI: /forˈmosa/; dal portoghese: "la Bella") è il nome dato dai portoghesi attorno alla metà del XVI secolo all'isola dell'Estremo Oriente situata tra il Mar Cinese Orientale e il Mar Cinese Meridionale, oggi indicata come Taiwan (臺灣T, 台湾S, TáiwānP) ugualmente per designare la Repubblica di Cina, anche se in realtà il territorio di quest'ultima è più vasto, comprendendo gruppi di isole minori come le Penghu (Pescadores), le Kinmen (Quemoy) e le Matsu.

## Storia
Meta di pirati giapponesi e cinesi sin dal VII secolo, denominata Formosa (da ilha formosa, cioè "bella isola") dai portoghesi intorno al XVI secolo, fu scalo commerciale olandese (1624) e successivamente (1644) colonia cinese, sebbene annessa ufficialmente nel 1683 alla fine del regno di Tungning, durato circa un ventennio. Aperta al commercio con l'occidente dopo i trattati di Tientsin (1858), nonostante gli attacchi nipponici (occupazione parziale dell'isola, 1874) e francesi (guerra del Tonchino, 1884), rimase alla Cina sino alla conquista giapponese (prima guerra sino-giapponese, 1895).
Alla sconfitta del Giappone nel 1945 l'isola di Formosa divenne parte della Cina. Il governo cinese del Kuomintang si rifugiò a Taiwan nel 1949 dopo la sconfitta da parte del governo di Mao. L'isola proclamò la sua indipendenza il 7 dicembre 1949, nonostante i territori non abbiamo mai fatto parte della Repubblica di Cina (1912-1949) e rivendica nella sua costituzione anche la sovranità sulla Cina continentale e la Mongolia Esterna. La Cina, come quasi la totalità del mondo, non riconosce la sua indipendenza. La capitale autoproclamata è Taipei.

## Geografia
L'isola di Formosa (35 873 km²) è bagnata dall'Oceano Pacifico a est, dal Mar Cinese Orientale a nord, dallo stretto di Taiwan ad ovest e dallo stretto di Luzon a sud. L'isola si trova a circa 150 km a sud-est dalla costa della Cina ed è attraversata dal Tropico del Cancro.

### Geografia fisica
Il territorio, di forma allungata, lungo 400 km e largo 144 km, è percorso dalla dorsale montuosa del Taiwan Shan, i cui versanti, ripidi a est, più digradanti a ovest, determinano coste alte e rocciose sull'oceano, basse e sabbiose verso il continente. La vetta più alta è lo Yushan, 3 952 m. Lo sviluppo costiero totale dell'isola di Formosa è di circa 1 566 km. Tutti i fiumi hanno un corso breve e a regime torrentizio; i principali sono il Choshui, il Kao-p'ing Hsi, lo Tsengwen e il Tanshui.

### Clima
Il clima è influenzato dai monsoni, che determinano estati calde e umide, da maggio a settembre, con temperature medie di 28 °C, e miti stagioni invernali, da dicembre a febbraio, con temperature medie di 18 °C. Nel periodo estivo l'isola è a volte colpita da violenti tifoni che causano spesso gravi nubifragi. La media annua delle precipitazioni è di circa 2 500 mm.
Il clima caldo-umido favorisce la crescita di una rigogliosa vegetazione, che fino a un'altitudine di 2 000 m è caratterizzata da foreste tropicali e subtropicali. Tra i 2 000 e i 3 000 m vi sono alberi decidui e conifere e, al di sopra di queste quote, pascoli e una vegetazione di tipo arbustivo. Il 52% circa del territorio è coperto dalla fitta foresta tropicale.

### Bellezze naturali
L'isola di Formosa è dotata di sei parchi nazionali e decine di siti naturali tutelati da una rigorosa politica ambientale. La sua fauna è variegata e comprende anche specie rare o in via di estinzione, tra cui l'orso nero e la scimmia di Formosa. L'isola è peraltro famosa per le sue foreste, ricche di diverse essenze come i bambù, i banani, i cipressi giapponesi, gli alberi della canfora e le querce.
Particolari bellezze naturali di Taiwan sono il lago Riyue, che si stende in mezzo alle montagne e ospita farfalle rare e uccelli migratori, la Baia di Tapeng, i paesaggi vulcanici del Parco nazionale Yangmingshan, la Riserva naturale di Sungshan e le scogliere di granito del Parco nazionale del Kinmen.

## Demografia

### Popolazione
La popolazione è di quasi 23 milioni di abitanti e si concentra nelle fasce costiere nord-occidentali, dove sorgono tutte le principali città e la densità media supera spesso i 4 000 ab./km² (9 695 ab./km² nel distretto della capitale).
La popolazione dell'isola di Formosa è costituita da diversi gruppi etnici quali i taiwanesi, presenti in maggior numero e discendenti dagli immigrati cinesi delle province di Fujian e Guangdong che colonizzarono l'isola a partire dal XVII secolo; i cinesi, giunti su queste terre in conseguenza della seconda guerra mondiale; e gli aborigeni di origine austronesiana (e quindi affini ai popoli filippini e indonesiani).

### Lingue
La lingua nazionale è il mandarino, la stessa lingua ufficiale della Cina Popolare. Mentre nella Cina Popolare è stata introdotta anche una scrittura semplificata, a Taiwan è rimasta in vigore la scrittura cinese tradizionale. Gli aborigeni (ne esistono 5 gruppi distinti) praticano lingue antiche discendenti dalle lingue paleopolinesiane.

### Religioni
Le religioni maggiormente professate sono il taoismo e il buddhismo. Non mancano, tuttavia, delle minoranze seguaci di altre religioni, quali il cattolicesimo, il protestantesimo e l'islam.

## Economia
Dalla fine degli anni quaranta Taiwan ha conosciuto una notevole crescita economica, favorita da massicci investimenti statunitensi, conseguendo un rapido sviluppo industriale accompagnato dalla valorizzazione e dall'ammodernamento delle attività primarie.
Al sopravvento del Partito Comunista in Cina molti nazionalisti cercarono riparo in Taiwan portando con sé molte risorse finanziarie per tentare di ristabilire il loro potere economico in questo territorio.
Le esportazioni (beni di consumo, alimentari, confezioni, calzature, elettronica, ecc.) superano le importazioni (materie prime).
L'agricoltura è praticata su circa 1⁄4 del territorio; si coltivano riso, soia, mais, batata, patata, manioca, arachidi, ortaggi, canna da zucchero, ananas, banane, agrumi, tè, caffè, spezie, tabacco, cotone. 
Altre risorse sono l'allevamento, la pesca, lo sfruttamento forestale (bambù, cipresso kinoki, canfora), le attività estrattive (carbone, petrolio, gas naturale, rame, amianto, oro, argento, zolfo, piriti, salgemma).
Nel secondario, gli impianti più diffusi sono quelli dediti alla trasformazione dei prodotti locali: industrie alimentari (zucchero, olio di semi, conserve di pesce, birra), tessili, dell'abbigliamento, del tabacco, della carta; attivi i settori cantieristico, siderurgico, metallurgico (rame, alluminio), meccanico (montaggio di autoveicoli), chimico (prodotti di base, materie plastiche, resine, fertilizzanti), elettronico, della gomma, del cemento.
Le reti di comunicazioni stradali e ferroviarie sono fitte in particolare lungo la costa occidentale. I porti principali sono Kaohsiung, Keelung, Taichung e Hualien. È in forte crescita il settore del turismo.

## Cultura
La cultura di Taiwan è estremamente composita. Accanto alle tradizioni più antiche delle popolazioni aborigene, l'isola ha sviluppato nel corso dei secoli una cultura principalmente derivata da quella tradizionale cinese, con alcune influenze giapponesi e statunitensi.
Fra le espressioni più interessanti della cultura di Taiwan vi sono le rappresentazioni dei burattini e il teatro delle ombre, entrambe manifestazioni culturali di antichissimo retaggio. Una delle maggiori attrazioni di Taiwan è il Museo del Palazzo Nazionale che ospita una vasta collezione di capolavori dell'arte cinese, come bronzi, pitture e porcellane cinesi.